# Patric Nottret
Patric Nottret (* 1953 in Saint-Denis, Réunion) ist ein französischer Schriftsteller.

## Leben
Patric Nottret wurde im Übersee-Département Réunion geboren und wuchs dort auf, bevor er nach Paris zog. Er studierte Agrarwissenschaften und arbeitete später in der Industrie, als Umweltberater und in der Werbebranche, bevor er ab 1990 Radiohörspiele schrieb. Im Jahr 2002 debütierte er mit dem Roman Poison Vert, welcher 2004 unter dem Titel Grünes Gift in deutscher Sprache erschien, als Schriftsteller. Er kreierte die Hauptfigur Pierre-Sénéchal, für die er anschließend auch noch die beiden Romane H2O und Über den Wäldern ruht der Tod schrieb.

## Werke
- Poison vert (2002)
  - Grünes Gift. Ehrenwirth Verlag, Bergisch Gladbach 2005, ISBN 3-431-03631-7.
- H2O (2004)
  - H2O. Ehrenwirth Verlag, Bergisch Gladbach 2009, ISBN 978-3-431-03780-7.
- Mort sur la Forêt (2007)
  - Über den Wäldern ruht der Tod Ehrenwirth Verlag, Bergisch Gladbach 2008, ISBN 978-3-431-03754-8.